# Kanat de Yerevan
El Kanat de Yerevan (en persa: آرون) va ser un principat musulmà sota el domini de l'Imperi Persa entre 1747 i 1828. El seu territori comprenia aproximadament la major part d'Armènia central, la major part de l'actual província de Tsolakert a Turquia i els rayon és de Sharur i Sadarak de l'actual província de Nakhtxevan a l'Azerbaidjan.
Com a resultat de la derrota persa en l'última guerra russo-persa, va ser cedit a l'Imperi Rus d'acord amb el Tractat de Turkmenchay. Els territoris dels kanats de Yerevan i de Nakhitxevan van units per formar la província d'Armènia.
La seva població es componia fonamentalment d'armenis, perses (assentats principalment al voltant de la capital), azerbaidjanesos (sedentaris i seminòmades), i kurds (majoritàriament nòmades). Els armenis formaven menys del 20% de la població com a resultat de la deportació de gran part de la població armènia de l'vall d'Ararat i la regió circumdant a 1605 dut a terme pel Xa Abbas I el Gran. La branca xiïta de l'islam era la fe predominant, encara que alguns kurds eren sunnites. Els Yazidis també eren nombrosos.
Després de la incorporació del kanat de Yerevan a l'Imperi Rus el 1828 molts musulmans (tàrtars, àzeris, kurds, Lesguians i diverses tribus nòmades) van marxar i van ser substituïts per desenes de milers de refugiats armenis provinents de Pèrsia. Migracions similars, encara que a una escala molt menor, van continuar fins al final del segle xix. Cap a 1832 els armenis que vivien al territori que havia estat el kanat ja havien superat en nombre els musulmans. Al començament del segle xx una quantitat significativa de musulmans vivia encara en l'Armènia russa. Eren unes 300.000 persones (prop del 37,5% de la població).

## Kans
- 1736-1740 Tahmasp-qulu khan
- 1740 - 1747 Nader Shah
- 1745-1748 Mekhti-khan Qasimli
- 1748-1750 Hassan Ali-khan
- 1750-1780 Huseyn Ali Khan
- 1752-1755 Khalil Khan
- 1755-62 Hassan Ali Khan Qajar
- 1762-1783 Huseyn Ali Khan
- 1783-1784 Qulam Ali (fill de Hassan Ali)
- 1784-1804 Muhammed Khan
- 1804-1906 Mekhti-Qulu Khan
- 1806-1807 Muhammed Khan Maragai
- 1807-1927 Huseyn Qulu Khan Qajar